# Municipio de Hookerton
El municipio de Hookerton (en inglés: Hookerton Township) es un municipio ubicado en el  condado de Greene en el estado estadounidense de Carolina del Norte. En el año 2010 tenía una población de 4.345 habitantes.

## Geografía
El municipio de Hookerton se encuentra ubicado en las coordenadas 35°24′18.58″N 77°37′33.9″O / 35.4051611, -77.626083.